# Suchodriew (stacja kolejowa)
Suchodriew (ros. Суходрев) – stacja kolejowa w miejscowości Dietczino, w rejonie małojarosławieckim, w obwodzie kałuskim, w Rosji. Położona jest na linii Moskwa – Briańsk – Kijów.
Nazwa pochodzi od przepływającej obok stacji rzeki Suchodriew.

## Historia
Stacja powstała w czasach carskich pomiędzy stacjami Małojarosławiec i Tichonowa Pustyń.